# Янковская, Галина Александровна
Гали́на Алекса́ндровна Янко́вская (род. 24 апреля 1964, Пермь) — российский историк, специалист в области истории СССР, политической истории и истории культуры. Доктор исторических наук (2008), заведующая кафедрой междисциплинарных исторических исследований Пермского университета.

## Биография
В 1986 году окончила исторический факультет Пермского государственного университета, там же с 1985 по 1992 год работала инженером лаборатории технических средств обучения и одновременно вела курсы по кафедре новой и новейшей истории. В 1995 году защитила кандидатскую диссертацию «Культурный консерватизм в США, 1960—1980-е гг.», 15 февраля 2008 года в Томском университете защитила докторскую диссертацию «Социальная история изобразительного искусства в годы сталинизма: институциональный и экономический аспекты» (официальные оппоненты Е. Ю. Зубкова, В. Г. Рыженко, Э. И. Черняк). Победитель конкурса ВАК РФ на лучшую диссертацию по историческим наукам, защищённую в 2008 году.
С 1996 года — старший преподаватель, с 1999 года — доцент, с 2008 года — профессор кафедры новейшей истории России, с 2019 года — заведующая кафедрой междисциплинарных исторических исследований Пермского университета. Читает курсы: «Актуальные проблемы современной исторической науки», «Междисциплинарные исследования в современном историческом знании», «Теории и практики культурных исследований», «Российская политическая культура и её визуальная репрезентация», «Культурная политика и креативные индустрии в истории России» и др. С 2015 года руководит магистерской программой «Теория и практика прикладных исторических исследований».
С 2009 года также руководит отделом научных исследований и музейной педагогики пермского Музея современного искусства. В 2009—2011 годах — редактор и ведущий телевизионного просветительского проекта «Культурный альянс» (ГТРК «Т-7»). Стажировалась в университетах США и Великобритании.
Член Российского общества интеллектуальной истории (с 1999). Входит в состав учёных советов Пермского краевого музея (с 1999) и Государственного архива Пермского края (с 2018), экспертного совета грантовых конкурсов и проектов «Пермский край — территория культуры», «Арт-резиденция» Министерства культуры, молодёжной политики и массовых коммуникаций Пермского края, а также Попечительского совета Центра гражданского анализа и аудита «ГРАНИ» (с 2008).
Муж — историк К. И. Шнейдер; есть дочь.

## Научная деятельность
Сферы научных интересов: социальная история художественной культуры, новая политическая история, визуальные исследования, теория и методология исторического знания.
Руководила реализацией грантовых проектов РГНФ, Фонда Карнеги, Фонда Потанина и др.: «Соцреализм по-русски и по-американски», «Советская повседневность: энциклопедия», «Социальная история художественной жизни Западного Урала в эпоху перемен (1980—1990-е гг.)» и др. Подготовила двух кандидатов наук по специальности 07.00.02 «Отечественная история».
Автор более 70 публикаций в журналах «Отечественная история», «Новое литературное обозрение», «Ab Imperio», «Slavic Review», «Диалог со временем» и др. Главный редактор журнала «Вестник Пермского университета. Серия „История“», входящего в перечень ВАК (с 2014), член редколлегии научного журнала «Уральский исторический вестник». Руководила подготовкой изданий «Искусство против географии. Культурный альянс». IV Московская биеннале современного искусства. Специальный проект (2011); Materia Prima. L’arte Povera in Russia (Milano, 2011); «Живая Пермь» (2012); «Anonymous» (2013).

## Основные работы
Книги
- Искусство, деньги и политика: художник в годы позднего сталинизма / Федеральное агентство по образованию, ГОУ ВПО «Пермский гос. ун-т». — Пермь : Пермский гос. ун-т, 2007. — 311 с. : ил., портр., табл.; ISBN 5-7944-0855-3 (рецензии И. В. Нарского, К. Сиглер)
- Bobrihin A.A., Leibowitz O.L., Suvorova A.A., Yankovskaya G.A. Transformation of the Great Utopia: The Soviet naive art. — Perm, 2012.

Статьи
- Американский культурный консерватизм 1960—1980-е гг. // Исторические метаморфозы консерватизма / под ред. П. Ю. Рахшмира. Пермь, 1998. С. 169—188.
- К истории Сталинских премий в области литературы и искусства // Вестник Пермского университета. Серия: История. — 2001;
- Художник в годы позднего сталинизма: повседневная жизнь и (или) идеология // Words, Deeds and Values. The Intelligentsias in Russia and Poland during the Nineteenth and Twentieth Centuries / ed. by Fiona Bjorling & Alexander Pereswetoff-Morath. — Lund. 2005. — (Slavica Lundensia Volume 22). — P. 269—286.
- The Economic Dimension of Art in the Stalinist Era: Artisits’ Cooperatives in the Grip of Ideology and the Plan // Slavic Review. — Vol. 65. No. 4 (Winter 2006). — P. 769—791.
- «Предвестие свободы»: опыт социальной интерпретации одной художественной дискуссии конца 1940-х годов // Отечественная история. 2006. № 5. С. 125—130.
- «Бригадный метод» и другие «ноу-хау» изополитики эпохи сталинизма // Визуальная антропология: режимы видимости при социализме / под ред. Е. Р. Ярской-Смирновой, П. В. Романова. - М., 2009. — С. 126—140.
- Современное искусство в Перми: устные истории // Вестник Пермского университета. Серия: История. — 2010;
- «Шёл солдат с фронта». Послевоенные реалии и гендерные образы советских иллюстрированных журналов // Победители и побежденные. От войны к миру: СССР, Франция, Великобритания, Германия, США (1941—1950). — М.: РОССПЭН, 2010. — C. 284—296.
- Modernism in Kyiv: Jubilant Experimentation // Slavic Review. — 2011. — № 4. — P. 947—948.
- Молотовский коктейль для травмированного общества // Вестник Пермского университета. Серия: История. — 2012. — № 2 (19) — С. 152—159
- Наивное искусство в институциональных практиках эпохи «Большого стиля» // Трансформации Великой Утопии. Советское наивное искусство. Каталог выставки «Октябрь всегда был красным. Советское наивное искусство». Пермь: Музей советского наива. — Пермь. — 2012. — С. 40 — 53.
- Роза Розе рознь: презентация образов женщин в американских рекрутинговых кампаниях периода Второй мировой войны в культурном контексте 1940-х и 2000-х годов // Культ-товары-XXI: ревизия ценностей (масcкультура и её потребители) / под общ. ред. И. Л. Савкиной, М. А. Черняк, Л. А. Назаровой. — Екатеринбург. — 2012. — С. 65—76.
- Локальный фундаментализм как стиль дебатов о культуре // Пермь как стиль. Презентации пермской городской идентичности / Под ред. О. В. Лысенко, Е. Г. Трегубовой, вступ. ст. О. Л. Лейбовича. — Пермь: ПГГПУ, 2013. — С. 151—161.
- Локальный фундаментализм в культурных войнах за идентичность // Вестник Пермского университета. Серия: Политология. — 2013. — № 2;
- Патрон-клиентские отношения в практиках управления советским искусством эпохи сталинизма // Ars Administrandi (Искусство управления). — 2013. — № 2. — С. 26 — 33.
- «Теневая экономика» советского изобразительного искусства в контексте позднего сталинизма // Советское государство и общество в период позднего сталинизма (1945—1953). — М.: РОССПЭН, 2015. — С. 94—403;
- Портрет политической элиты как зрелище власти // Власть. — 2015. — № 12. — С. 108—113;
- Триумфальное возвращение? Искусство эпохи сталинизма в музейных и городских практиках 2010-х годов // Неприкосновенный запас. Дебаты о политике и культуре. 2017. № 2. С. 51—61;
- Egalitare Ideale und korporative Interessen der bildenden Künstler im Zarenreich und in der Sowjetunion auf den Tagesordnungen der Künstlerkongresse von 1894 bis 1957 // Hochkultur für das Volk. Literatur, Kunst und Musik in der Sowjetunion aus kulturgeschichtlicher Perspektive. Schriften des Historischen Kollegs Herausgegeben von Martin Schulze Wessel Kolloquien 97. Herausgegeben von Igor Narskij Redaktion: Jörn Retterath — München. Walter de Gruyter GmbH, Berlin/Boston. 2018. S. 85-102;
- Cooperative Avant-Garde: Rhetoric and Social Values of the New World of Arts in the System of the All-Russian Union of Artists' Cooperatives 'Vsekokhudozhnik' // CONVENTION 2017 «Modernization and Multiple Modernities» conference papers. Рart 1: conference «Modernity Junctures: Avant-garde as a Cultural and Anthropological Project». Ekaterinburg: Ural University Press. 2018. P. 64-72;
- Свой среди чужих, чужой среди своих. Культурный консерватизм Т. С. Элиота // Вестник Пермского университета. История. — 2018. — № 1. — С. 155—163. doi 10.17072/2219-3111-2018-2-155-163;
- Советское искусство в годы позднего сталинизма и «рядовой зритель» // Magistra vitae: электронный журнал по истории и археологии. — 2018. — № 1. — С. 39-45;
- Иллюзии и корпоративные интересы арт-сообщества в зеркале съездов российских художников имперской и советской эпох (1894—1957 гг.) // Вестник Пермского национального исследовательского политехнического университета. Культура, история, философия, право. 2018. № 4. С. 114—127 DOI: 10.15593/perm.kipf/2018.4.12;
- Эфемеры для музея: звуки и запахи, заводы и университеты // Прошлое для музеев. М.:НЛО. — 2019. — С. 299—319;
- Полураспад. Союз художников СССР на пороге самоликвидации // Неприкосновенный запас. — 2019. — № 3. — С. 111—128;
- Улыбка в стиле милитари: плакаты победы в 1945 и 2015 гг. // Уральский исторический вестник. — 2019 — № 3. — С. 93-98. doi: 10.30759/1728-9718-2019-3(64)-93-98.
- Presentism, Public History and Contemporary Russian Art // KnE Social Sciences / Convention 2019 «Modernization and Multiple Modernities» / 2020. — 4 (13) — P. 353—360
- Негативные последствия советских гидроэнергетических проектов: форматы и практики мемориализации // Сибирские исторические исследования. — 2021. — № 4. — С. 119—137.
- Современное искусство // Все в прошлом: теория и практика публичной истории / под ред. А. Завадского, В. Дубиной. М.: Новое издательство, 2021. — С. 199—213.
- Письма в редакцию как локальный историко-культурный активизм в годы перестройки (по материалам пермской прессы) // Вестник Пермского университета. Серия: История. — 2023 (в соавт. с А. Р. Ехлаковой)
- Трансформации в сфере культуры в конце 1980-х — начале 1990-х гг. в Прикамье: обзор фондов региональных архивов // Культурный код. — 2023.